# بلزویتس
بلزویتس (به آلمانی: Blesewitz) یک شهر در آلمان است که در فرپومرن-گرایفسوالد واقع شده‌است. بلزویتس ۲۳۰ نفر جمعیت دارد.